# Bez Andreje
Bez Andreje je aplikace pro mobilní telefony, která po naskenování čárového kódu produktu zobrazí, jestli produkt pochází z firem holdingu Agrofert, se kterým je spojen Andrej Babiš. Pokud ano, na obrazovce se zobrazí červený trojúhelník s obrázkem Babiše a s nápisem „Andrejovo“, pokud ne, zobrazí se na displeji výraz „Bez Andreje“. Aplikace byla vytvořena Martinem Vytrhlíkem. V roce 2018 vznikla nová verze aplikace, která se dostala na první příčku v App Store.
Aplikace je navržená „antibabišovsky”, jejím cílem je informovat uživatele o původu produktů, zejména pocházejících z firem holdingu Agrofert. K roku 2018 bylo evidováno přes 160 tisíc stažení. Tvůrce aplikace Martin Vytrhlík chtěl aplikací poukázat na Babišovy střety zájmů.

## Historie
Aplikace vznikla v roce 2016 ve verzích pro iOS, Android a Windows Phone. Verze pro Windows Phone zanikla spolu s tímto operačním systémem. Verze pro Apple a Android také již neexistují. Zatímco verze pro Apple byla aktualizovaná a na App Store převažovala kladná hodnocení uživatelů, Android klon byl dlouhodobě neudržovaný, obsahoval zastaralá a tedy nepřesná data, což se projevovalo nespolehlivostí a stále horším hodnocení na Google Play. Důvod tohoto stavu je zřejmě v tom, že autor je vývojářem pro Apple platformu a Androidu se nevěnuje.
Na Bez Andreje se pokusila navázat Android aplikace #BezAndreje Pro jiného autora. Ale ani ta není aktualizovaná a postupně zastarala natolik, že již není dobře použitelnou. Hodnocení jsou z toho důvodu převážně negativní.
Další aplikací, která nezapře určitou inspiraci, je Bez Holdingu. Je výrazně pokročilejší a díky nezávislému zdroji dat také aktualizovaná. K dispozici je pouze pro Android. Uživatele informuje, jestli zboží pochází nebo nepochází od firmy z holdingu Agrofert. Aplikace se na Google Play objevila v říjnu 2020. Je napsaná v programovacím jazyce Java a využívá datovou základnu spravovanou facebookovou skupinou SorryYako, která svoje data volně poskytuje vývojářům. Ke své činnosti nepotřebuje datové připojení.
Aplikace inspirovala i další platformy. V roce 2019 vzniklo pro Google Chrome rozšíření #sorryjako: Nakupujte bez Babiše, které odfiltrovalo výrobky Andreje Babiše z nabídky internetových prodejců potravin. To již není k dispozici, v roce 2020 bylo ale vytvořeno podobné rozšíření Nakupuj bez Andreje, které podporuje i prohlížeč Mozilla Firefox.